# Aríllas Magouládon
Aríllas Magouládon (Arillas Magouladon) är en ort i Grekland.   Den ligger i prefekturen Nomós Kerkýras och regionen Joniska öarna, i den västra delen av landet, 400 km nordväst om huvudstaden Aten. Aríllas Magouládon ligger 84 meter över havet och antalet invånare är 354. Den ligger på ön Korfu.
Terrängen runt Aríllas Magouládon är varierad. Havet är nära Aríllas Magouládon västerut. Runt Aríllas Magouládon är det ganska tätbefolkat, med 214 invånare per kvadratkilometer. Närmaste större samhälle är Agios Georgis, 4,7 km sydost om Aríllas Magouládon. I omgivningarna runt Aríllas Magouládon växer i huvudsak blandskog.